# Тунел Врмац
Тунел Врмац је аутомобилски тунел у Боки Которској (Црна Гора).
Тунел, који је дугачак 1 637 метара повезује Котор са Јадранском магистралом и остатком Боке Которске. Пролази испод планине Врмац, чиме се елиминише потреба да се иде старим путем преко планине.
Тунел је био завршен напола 1991. године, а отворен је за јавну употебу због недостатка финансијских средстава којим би се завршио. Године 2004. почели су радови на завршетку тунела, и довођење до европских стандарда. Грађевински радови, преузети од стране аустријске фирме Штрабаг су завршени почетком 2007. године. Тунел је опремљен савременим освјетљењем, вентилацијом и сигурносним системима.